# Arenales de San Gregorio
Arenales de San Gregorio là một đô thị thuộc Ciudad Real, Castile-La Mancha, Tây Ban Nha. Đô thị này có dân số là 703.

## Dân số
| 1991 | 1996 | 2001 | 2004 | 2006 |
| ---- | ---- | ---- | ---- | ---- |
| -    | -    | 637  | 686  | 713  |

Fuente INE